# Horné Hámre
Horné Hámre jsou obec na Slovensku v okrese Žarnovica v Banskobystrickém kraji. 

## Poloha
Obec se nachází 4 km severozápadně od okresního města Žarnovica. Leží v údolí potoka Kľak na styku pohoří Pohronského Inovca a Vtáčnika. Nadmořská výška se pohybuje v rozmezí 255 až 673 m, střed obce je ve výšce 270 m n. m. Většina území je hornatá se zlomovými liniemi s hlubokými údolími, ve kterých tečou menší potoky. Z jižní části zasahuje ryolitový hřbet Háj, který je v horních partiích odlesněný. Zalesněná je jen severozápadní část bukovými a dubovými lesy.

## Historie
První písemná zmínka o obci pochází z roku 1391, kdy patřila pod panství hradu Revište. Od konce 15. století do 17. století rodu Dóczyů, po jejich vymření byl fideikomis ve správě Banské komory v Banské Štiavnici. V roce 1601 v obci bylo 68 domů, v roce 1720 tady byly čtyři mlýny (na obilí a rudu) a 43 daňových poplatníků. V roce 1828 569 obyvatel žilo v 83 domech. Hlavní obživou bylo dřevorubectví, uhlířství a později hornictví a zpracování vytěžené rudy z okolních dolů. Koncem 18. století na území obce vznikly osady a zároveň patřily pod obec: Čierťaž, Frtálov vrch, Hrabičov, , Župkov, Žarnovická Huta, Uramovci. V současné době patří osady např.: Jančokovci, Kostivrch, Pajer. V meziválečném období bylo hlavní obživou zemědělství. V období Slovenského národního povstání (SNP) na území obce probíhaly těžké boje s německou armádou.
V roce 1959 bylo založeno jednotné roľnícké družstvo (JRD). Za prací většina obyvatel dojížděla do podniků v Žiari nad Hronom, Dolných Hámroch, Žirnovici a Hliníku nad Hronom.

## Památky
- V obci je římskokatolický kostel sv. Martina z roku 1671, přestavěný v barokním slohu v roce 1734.[9]
- Kaple Panny Marie Lurdské z roku 1893.
- Památník SNP v Brodě z roku 1972 od sochařky Jarmily Podzimkové – Mráčkové (1928-1981).
- Památník padlým hrdinům – kulometné hnízdo.
- Památník padlým hrdinům je umístěn na místním hřbitově. Náhrobek 32 partyzánů a vojáků z roku 1949.[10]

## Farnost
V obci je Římskokatolická farnost svatého Martina Horné Hámre, děkanátu Nová Baňa, diecéze banskobystrické. Ve správě této farnosti jsou:
- farní kostel svatého Martina,
- kaple Panny Marie Lurdské v Žarnovické Huti,
- kostel Nanebevzetí Panny Marie v Župkově.

Od roku 1992 se konaly mše svaté v bývalé škole na Kostivrchu. V roce 1999 byla opravena kaplička Povýšení svatého Kříže v Horním Župkově.

## Galerie

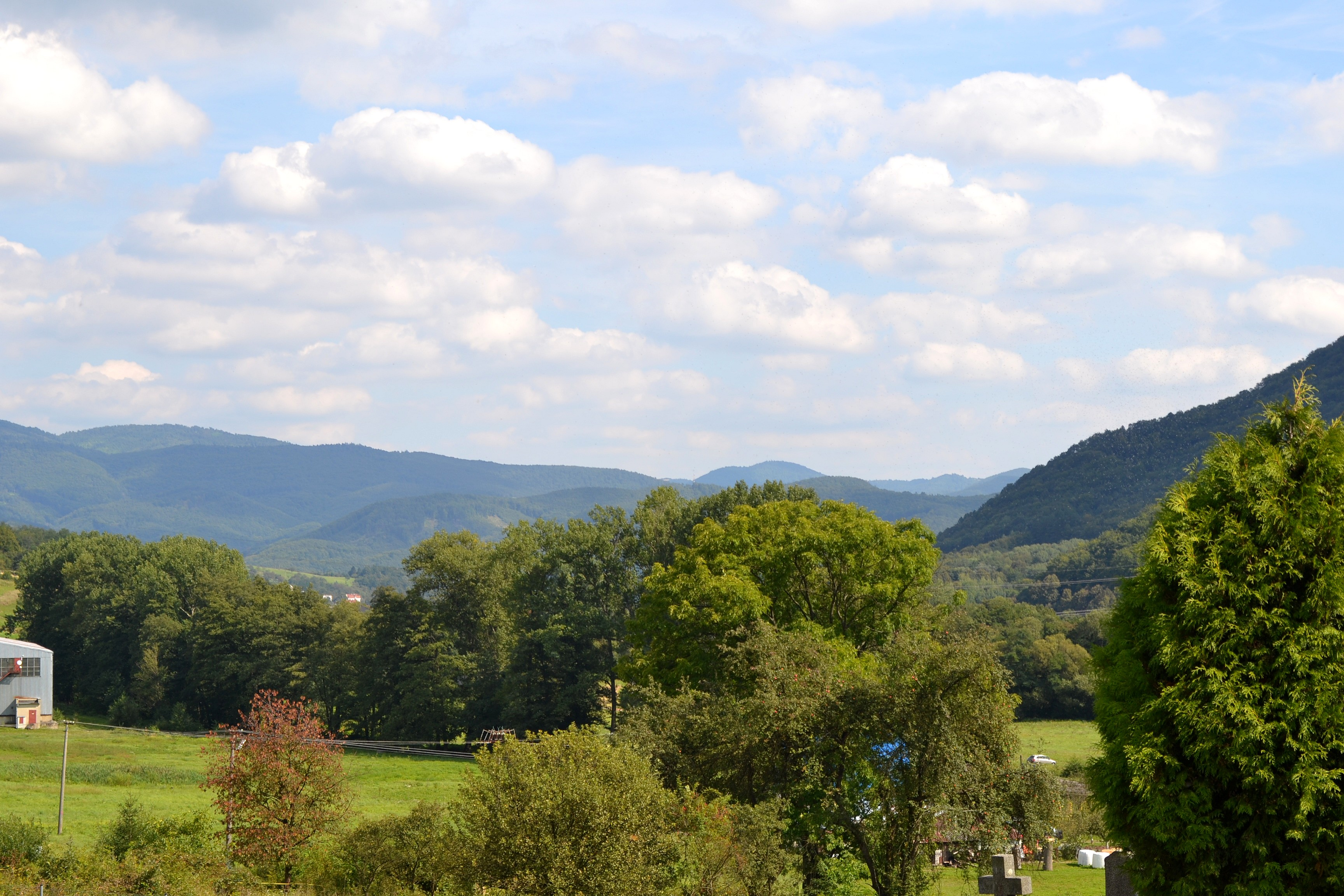
Pohled východním směrem na Štiavnické vrchy
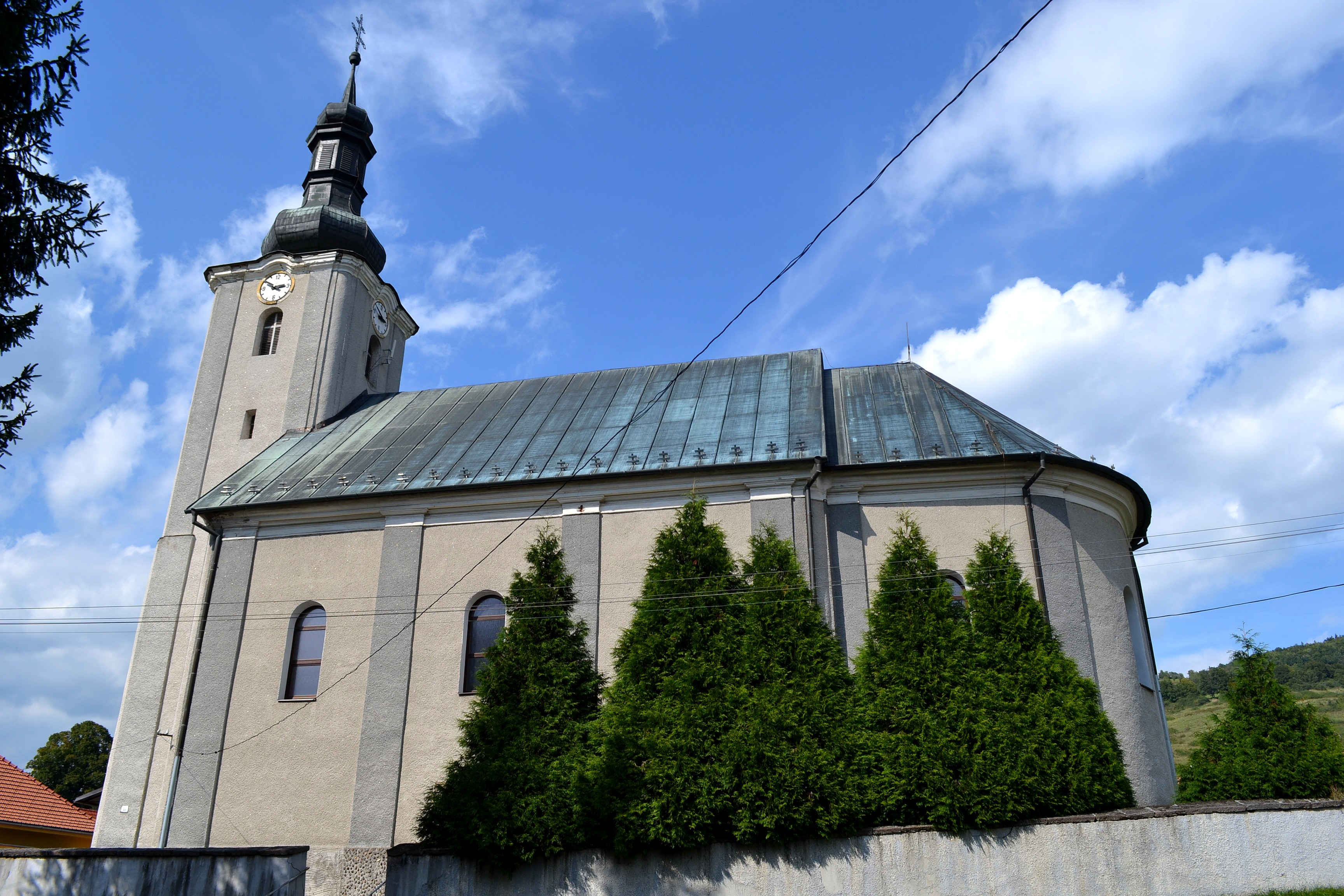
Kostel svatého Martina